# Dongxiao

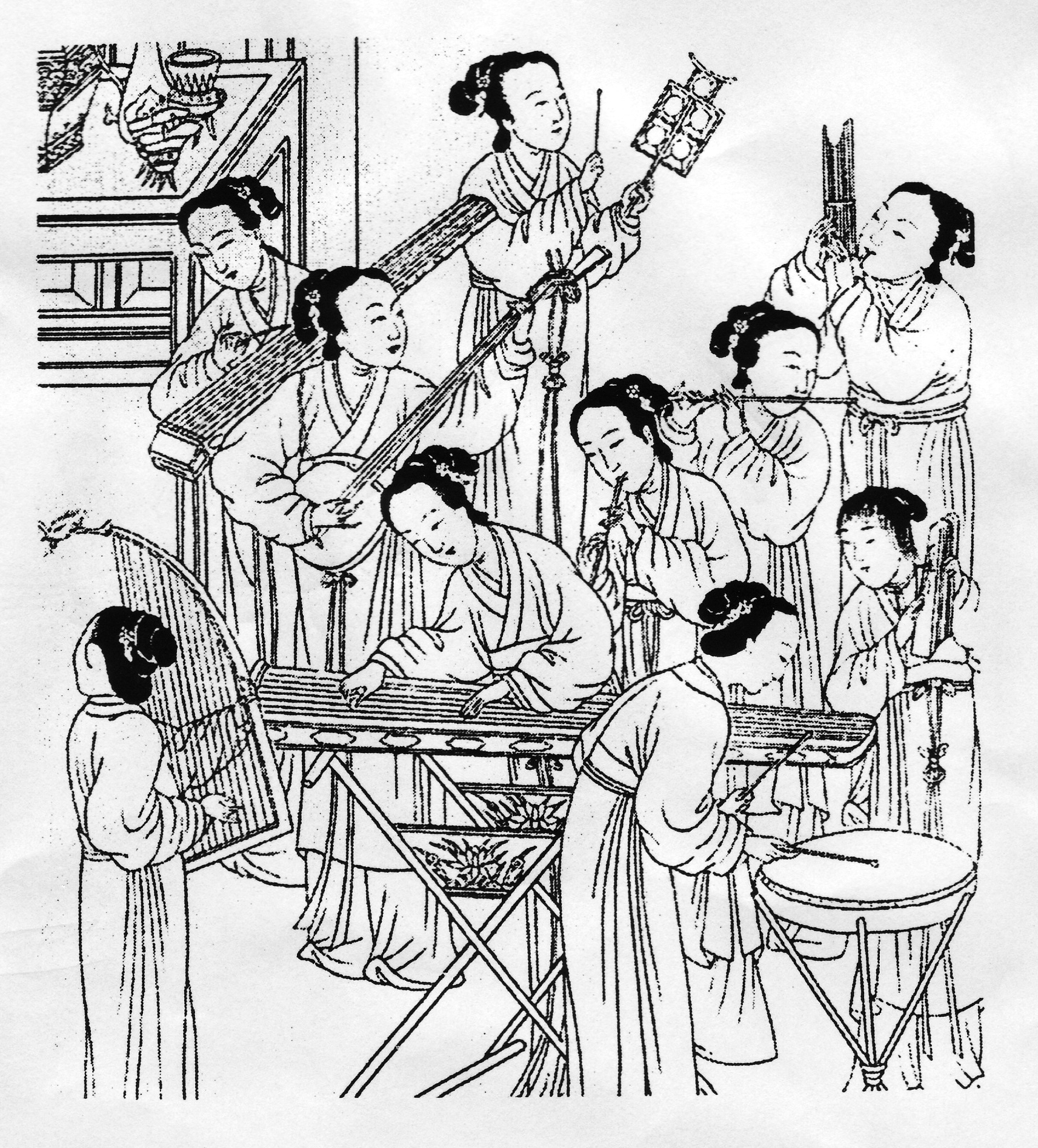
La musicienne au centre joue du dongxiao.

Le dongxiao (chinois : 洞箫 ; pinyin : dòngxiāo ; litt. « flûte verticale à trous ») variante du xiao, est un instrument de musique à vent utilisé dans l'opéra chinois. Il est muni de quatre pistons (do sol la si) et d'une trompe vernie.
Le dongxiao a mille ans. Il est très fréquent de voir des mendiants jouer de cet instrument.